# شم کمپبل
شم کمپبل (انگلیسی: Chem Campbell؛ زادهٔ ۳۰ دسامبر ۲۰۰۲) بازیکن فوتبال اهل بریتانیا است.
از باشگاه‌هایی که در آن بازی کرده‌است می‌توان به باشگاه فوتبال ولورهمپتون واندررز اشاره کرد.
وی همچنین در تیم ملی فوتبال تیم ملی فوتبال زیر ۱۷ سال ولز بازی کرده‌است.